# Aleutians West Census Area
Die Aleutians West Census Area ist eine Census Area im US-Bundesstaat Alaska. Sie umfasst die westlichen Inseln der Aleuten von Attu im Westen bis Unalaska im Osten sowie die nördlich der Aleuten gelegenen Pribilof Islands.
Bei der Volkszählung im Jahr 2020 lebten 5232 Menschen in Aleutians West, das zum Unorganized Borough gehört und somit keinen Verwaltungssitz hat. Die Census Area hat eine Fläche von 36.562 km², wovon 11.388 km² auf Land und 25.174 km² auf Wasser entfallen. Die größte Stadt der Region ist Unalaska. Die westlichste Ortschaft ist Adak (Alaska).

## Geschichte
Die Census Area wurde am 23. Oktober 1987 gebildet.

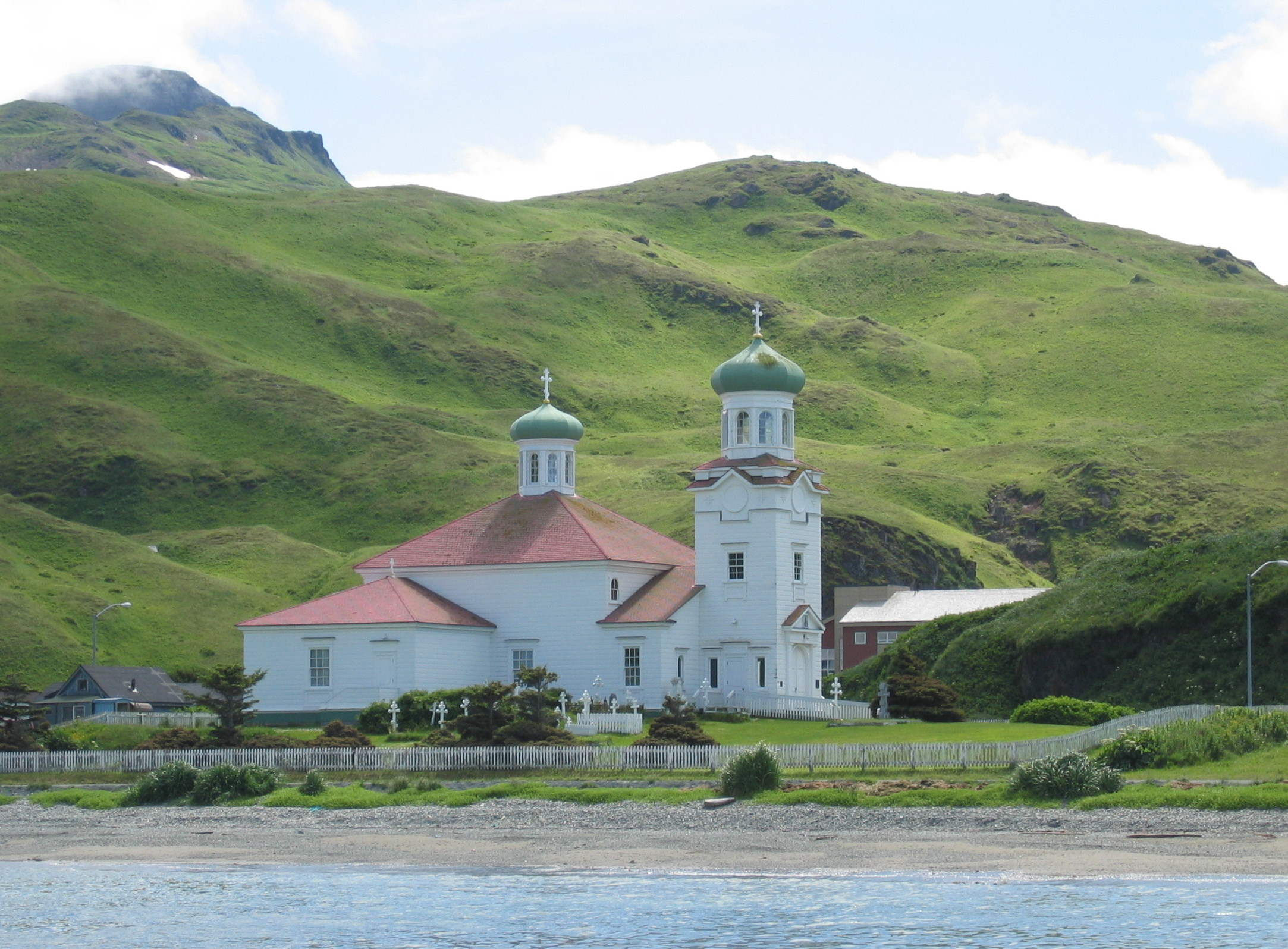
Die Church of the Holy Ascension hat seit April 1970 den Status eines National Historic Landmarks.

15 Bauwerke, Stätten und historische Bezirke (Historic Districts) der Census Area sind im National Register of Historic Places („Nationales Verzeichnis historischer Orte“; NRHP)  eingetragen (Stand 1. Februar 2022), darunter haben die Attu Battlefield and U.S. Army and Navy Airfields on Attu, der Anangula Archeological District, die Church of the Holy Ascension und sieben weitere den Status von National Historic Landmarks („Nationale historische Wahrzeichen“).

## Städte und Orte
In der Aleutians West Census Area befinden sich 5 Cities (Gemeinden) sowie 3 Census-designated places (gemeindefreie Gebiete) (Stand 2020).

### Cities
- Adak
- Atka
- St. George
- St. Paul
- Unalaska

### Census-designated places (CDPs)
- Attu Station
- Eareckson Station
- Nikolski